# アバター・プレス
アバター・プレス（Avatar Press）は、1996年にウィリアム・A・クリステンセンによって設立され、イリノイ州ラントールに拠点を置く、アメリカ合衆国の独立系コミック・ブック出版社。

## 作品

### 作家別
- マイク・デオダート
- ジョナサン・ヒックマン
- マーク・ミラー
- アラン・ムーア
  - グローリー
  - ネオノミコン
  - プロビデンス
- ザック・ペン